# Panionios GSS
Panionios GSS är en multisportklubb i Aten, Grekland. Den hade ursprungligen sitt säte i Izmir men flyttade till Aten som en följd av folkomflyttningarna efter Grek-turkiska kriget.